# Camal Məmmədov
Camal Məmmədov (ur. 26 grudnia 1983 w Baku) – azerski piłkarz, grający na pozycji pomocnika, były reprezentant Azerbejdżanu. Od 2011 roku jest zawodnikiem azerskiego klubu Simurq Zaqatala